# Funzione di variabile complessa

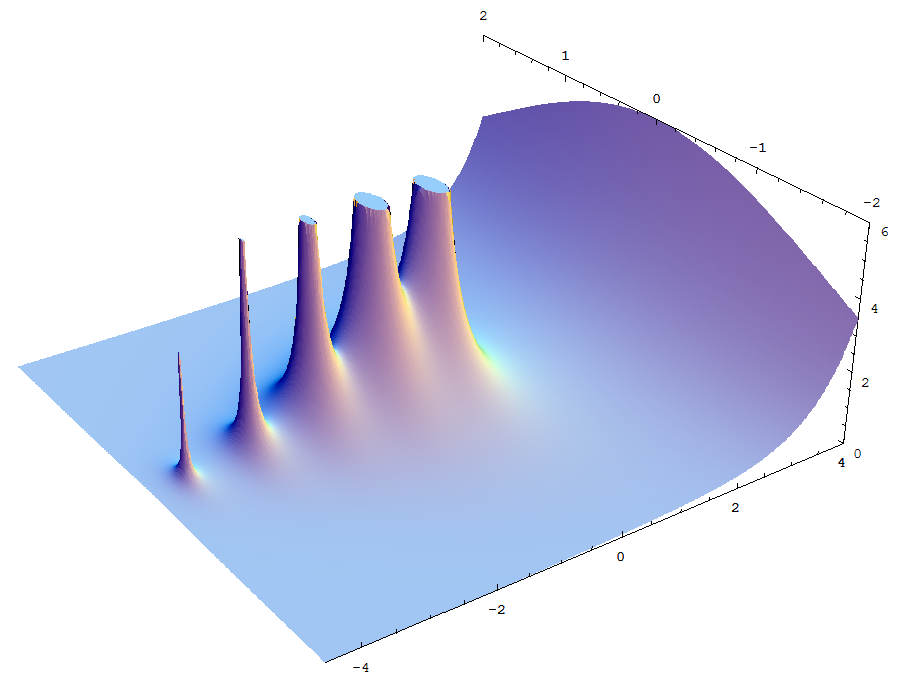
Grafico del valore assoluto della funzione Gamma complessa definita sul semipiano Re(z) > 0

In matematica, si definisce funzione di variabile complessa (più comunemente nota come funzione complessa) una funzione definita su un sottoinsieme dei numeri complessi a valori in quello stesso insieme. In genere la variabile complessa si denota con  {\displaystyle z}, la sua parte reale con {\displaystyle x} e la sua parte immaginaria con {\displaystyle y}, in modo che si possa scrivere {\displaystyle z=x+iy}. 
Le funzioni complesse vengono studiate dall'analisi complessa, che è una branca dell'analisi matematica. Qualora le funzioni complesse abbiano più variabili (funzioni di più variabili complesse o "funzioni complesse multivariate"), il sottocampo che le studia è l'analisi complessa multivariata. 

## Descrizione
Una funzione di variabile complessa {\displaystyle f(z)} corrisponde a una legge che associa in modo univoco a un punto {\displaystyle z} di un sottoinsieme del piano complesso, il dominio della funzione, un punto che può considerarsi appartenere a un sottoinsieme di un secondo piano complesso che costituisce il codominio della funzione. Esplicitando la variabile {\displaystyle z=x+iy} dentro l'espressione della funzione complessa {\displaystyle f(z)} è possibile scrivere l'espressione della funzione complessa nella forma
{\displaystyle f(z)=u(x,y)+iv(x,y),}
ove le funzioni di due variabili reali {\displaystyle u} e {\displaystyle v} sono, rispettivamente, la parte reale e la parte immaginaria della funzione complessa {\displaystyle f(z)}.
È interessante notare come nel campo complesso le funzioni trigonometriche sono esprimibili in termini della funzione esponenziale e della logaritmica.
In campo fisico, una funzione di variabile complessa può essere considerata la funzione d'onda {\displaystyle \Psi (x,t)}, utile in meccanica quantistica e presente, tra l'altro, nell'equazione di Schrödinger. Sempre in meccanica quantistica, non è tanto rilevante la funzione complessa {\displaystyle \Psi (x,t)}, (poiché, producendo numeri immaginari, non può rappresentare grandezze fisiche), ma è rilevante il suo modulo, elevato al quadrato {\displaystyle |\Psi (x,t)|^{2}}
Le più utili e interessanti tra le funzioni di variabile complessa sono le funzioni olomorfe, cioè, secondo la definizione di Cauchy, le funzioni dotate di una funzione derivata prima e con derivata prima continua. Le condizioni che garantiscono la derivabilità di una funzione di variabile complessa sono dette condizioni di Cauchy-Riemann o condizioni di monogeneità, si tenga presente che per l'esistenza delle derivate parziali è richiesta la differenziabilità. Da una funzione olomorfa si ottiene, mediante operazioni di prolungamento analitico una funzione analitica, entità che è da considerare una funzione polidroma; le condizioni di monogeneità, di conseguenza, sono chiamate anche condizioni di analiticità.
Fra le risorse gratuite presenti in internet, esistono dei disegnatori di funzioni complesse e programmi gratuiti che funzionano off-line.
Per lo studio di funzioni complesse, il disegno di grafici tridimensionali può essere un valido strumento per interpretare visivamente le funzioni meno comuni.

## Esempi
Segue un elenco delle principali funzioni di variabile complessa, che in effetti, ad esclusione delle prime 5, sono funzioni olomorfe.
- parte reale: {\displaystyle {\text{Re}}\ z=x;}
- parte immaginaria: {\displaystyle {\text{Im}}\ z=y;}
- complesso coniugato: {\displaystyle {\bar {z}}=x-iy;}
- argomento: {\displaystyle {\mbox{arg}}\ z={\mbox{atan}}{\frac {y}{x}};}
- modulo: {\displaystyle |z|={\sqrt {x^{2}+y^{2}}}} {\displaystyle ={\sqrt {z\cdot {\bar {z}}}};}
- esponenziale: {\displaystyle e^{iy}=\cos y+i\sin y;}
- logaritmo principale: {\displaystyle \ln z=\ln |z|+i\arg z+i2k\pi ,\qquad \forall k\in \mathbb {Z} ;}
- radice: {\displaystyle {\sqrt[{n}]{z}}={\sqrt[{n}]{|z|}}\left(\cos {\frac {z}{n}}+i\sin {\frac {z}{n}}\right);}
- seno: {\displaystyle \sin z={\frac {1}{2i}}(e^{iz}-e^{-iz});}
- coseno: {\displaystyle \cos z={\frac {1}{2}}(e^{iz}+e^{-iz});}
- tangente: {\displaystyle \tan z={\frac {\sin z}{\cos z}};}
- cotangente: {\displaystyle \cot z={\frac {\cos z}{\sin z}};}
- secante: {\displaystyle \sec z={\frac {1}{\cos z}};}
- cosecante: {\displaystyle \csc z={\frac {1}{\sin z}};}
- arcoseno: {\displaystyle {\mbox{arcsin}}z=i\ln \left(-iz\pm {\sqrt {1-z^{2}}}\right)+2k\pi ,\qquad k\in \mathbb {Z} ;}
- arcocoseno: {\displaystyle {\mbox{arccos}}z=\mp \ i\ln \left(z+{\sqrt {z^{2}-1}}\right)+2k\pi ,\qquad k\in \mathbb {Z} ;}
- arcotangente: {\displaystyle {\mbox{arctan}}z={\frac {i}{2}}\ln {\frac {i+z}{i-z}};}
- seno iperbolico: {\displaystyle \sinh z={\frac {1}{2}}(e^{z}-e^{-z});}
- coseno iperbolico: {\displaystyle \cosh z={\frac {1}{2}}(e^{z}+e^{-z});}
- tangente iperbolica: {\displaystyle \tanh z={\frac {\sinh z}{\cosh z}};}
- cotangente iperbolica: {\displaystyle \coth z={\frac {\cosh z}{\sinh z}};}
- secante iperbolica: {\displaystyle {\mbox{sech}}z={\frac {1}{\cosh z}};}
- cosecante iperbolica: {\displaystyle {\mbox{csch}}z={\frac {1}{\sinh z}};}
- settore seno iperbolico: {\displaystyle {\mbox{settsinh}}z=\ln \left(z+{\sqrt {z^{2}+1}}\right);}
- settore coseno iperbolico: {\displaystyle {\mbox{settcosh}}z=\ln \left(z+{\sqrt {z^{2}-1}}\right);}
- settore tangente iperbolica: {\displaystyle {\mbox{setttanh}}z={\frac {1}{2}}\ln {\frac {1+z}{1-z}}.}